# Alexander Godunov
Alexander Godunov (Александр Борисович Годунов, Aleksandr Boríssovitx Godunov; 29 de novembre de 1949 – 18 de maig de 1995) va ser un ballarí de ballet i actor de cinema rus-estatunidenc. Membre del Ballet Bolshoi, es va convertir en el Premier danseur de la companyia. El 1979, va desertar als Estats Units. Mentre continuava ballant, també va començar a treballar com a actor secundari a pel·lícules de Hollywood. Va tenir papers destacats en pel·lícules com L'únic testimoni i Die Hard.

## Primers anys i carrera de dansa
Godunov va néixer a Iujno-Sakhalinsk (Sakhalín, RSFS de Rússia, URSS) a l'Extrem Orient Rus. Va començar els seus estudis de ballet als nou anys a Riga el 1958 a la mateixa classe que Mikhaïl Baríxnikov. Va dir que la seva mare el va posar al ballet per evitar que es convertís en "un brètol". Ell i Baríxnikov es van fer amics i es van ajudar mútuament durant els seus anys allà.
Godunov es va unir al Ballet Bolshoi l'any 1971 i es va convertir en Premier danseur. Entre els seus professors hi havia Aleksei Iermolàiev.
El 1973, Godunov va guanyar una medalla d'or al Concurs Internacional de Ballet de Moscou. Després d'interpretar Vronsky a Anna Karenina de 1976 i Lemisson, el joglar reial , a la versió cinematogràfica del 1978 de 31 de juny de J. B. Priestley, es va fer conegut a la Unió Soviètica com a actor de cinema, rebent el títol d'Artista Honorat de la RSFSR el 1976.

## Deserció de l'URSS
El 21 d'agost de 1979, mentre feia una gira amb el Ballet Bolxoi a la ciutat de Nova York, Godunov va contactar amb les autoritats i va demanar asil polític. Després de descobrir la seva absència, el KGB va respondre posant la seva dona, Liudmila Vlàssova, solista de la companyia, en un avió a Moscou, però el vol es va aturar abans de l'enlairament. Després de tres dies, amb la participació del president Jimmy Carter i del líder soviètic Leonid Bréjnev, el Departament d'Estat dels Estats Units va quedar satisfet que Vlàssova hagués triat tornar a la Unió Soviètica per voluntat pròpia i va permetre la sortida de l'avió. L'incident es va dramatitzar en una pel·lícula de 1986, Reis 222. Vlàssova va dir més tard que, tot i que Godunov estimava la cultura americana i feia temps que desitjava viure als Estats Units, ella sentia que era «massa russa» per viure als Estats Units. La parella es va divorciar el 1982.

## Carrera posterior
Godunov es va unir a l'American Ballet Theatre i va ballar com a ballarí principal fins al 1982, quan va tenir una baralla amb Mikhaïl Baríxnikov, el director de la companyia. Un comunicat de premsa de l'American Ballet Theatre va declarar que un canvi en el repertori de la companyia no va proporcionar a Godunov suficients papers. Després del seu alliberament, va viatjar amb la seva pròpia companyia i va ballar com a artista convidat arreu del món amb una sèrie de grups de ballet destacats.
Godunov també va començar a treballar a Hollywood com a actor de cinema. Els seus papers d'actuació van incloure un granger amish a L'únic testimoni (1985), un director de simfonia còmicament narcisista a  The Money Pit (1986) i un dels lladres de Die Hard (1988). Va declinar papers que el tipificaven com a ballarí o com a dolent d'acció, com a "Die Hard". A mitjans dels anys noranta va aparèixer en anuncis de televisió canadenc per a Labatt Ice Beer.

## Vida personal
Godunov es va casar amb Liudmila Vlàssova, solista del Ballet Bolxoi, el 1971. La parella no va tenir fills i es va divorciar el 1982 després d'una llarga separació.
El 1981, Godunov va començar a sortir amb l'actriu Jacqueline Bisset després de conèixer-la en una festa a la ciutat de Nova York. Van trencar el 1988.
Segons l'autor Herbie J Pilato, Godunov va tenir una aventura amb l'actriu Elizabeth Montgomery mentre estava en una relació amb (però encara no estava casada amb) Robert Foxworth. Casualment, Godunov va ser trobat mort el mateix dia de la mort de Montgomery, tot i que es creia que havia mort uns quants dies abans.
Godunov es va convertir en un ciutadà naturalitzat dels Estats Units el 1987.

### Mort
Godunov bevia alcohol en excés i això es va convertir en un problema a mesura que es va fer gran. El 18 de maig de 1995, els amics de Godunov es van preocupar quan ell havia estat inusualment tranquil amb les seves trucades telefòniques. Una infermera, que no tenia notícies seves des del 8 de maig, va anar a casa seva a les Shoreham Towers, West Hollywood (Califòrnia), on es va descobrir el seu cos. Feia diversos dies que estava mort. Es va determinar que la mort de Godunov es devia a complicacions de l'hepatitis secundàries a l'alcoholisme crònic.
Godunov va ser incinerat i les seves cendres es van escampar a l'oceà Pacífic.

## Filmografia
| Any  | Títol                          | Paper                    | Notes           |
| ---- | ------------------------------ | ------------------------ | --------------- |
| 1970 | Carmen-suite                   | Jose                     |                 |
| 1971 | Moskovskaia Fantazia           | Young Dancer             | Sense acreditar |
| 1975 | Anna Karenina                  | Aleksei Vronski          |                 |
| 1978 | June 31                        | Lemisson, el músic reial |                 |
| 1980 | A Portrait of Giselle          | Ell mateix               |                 |
| 1983 | Godunov: The World To Dance In | Ell mateix               |                 |
| 1985 | L'únic testimoni               | Daniel Hochleitner       |                 |
| 1986 | The Money Pit                  | Max Beissart, el Maestro |                 |
| 1988 | Die Hard                       | Karl Vreski              | Paper principal |
| 1990 | The Runestone                  | Sigvaldson, el rellotger |                 |
| 1992 | Waxwork II: Lost in Time       | Scarabis                 |                 |
| 1994 | Un noi anomenat North          | Pare amish               |                 |
| 1995 | Dogfighters                    | Lothar Krasna            | (darrer paper)  |